# فورون 700

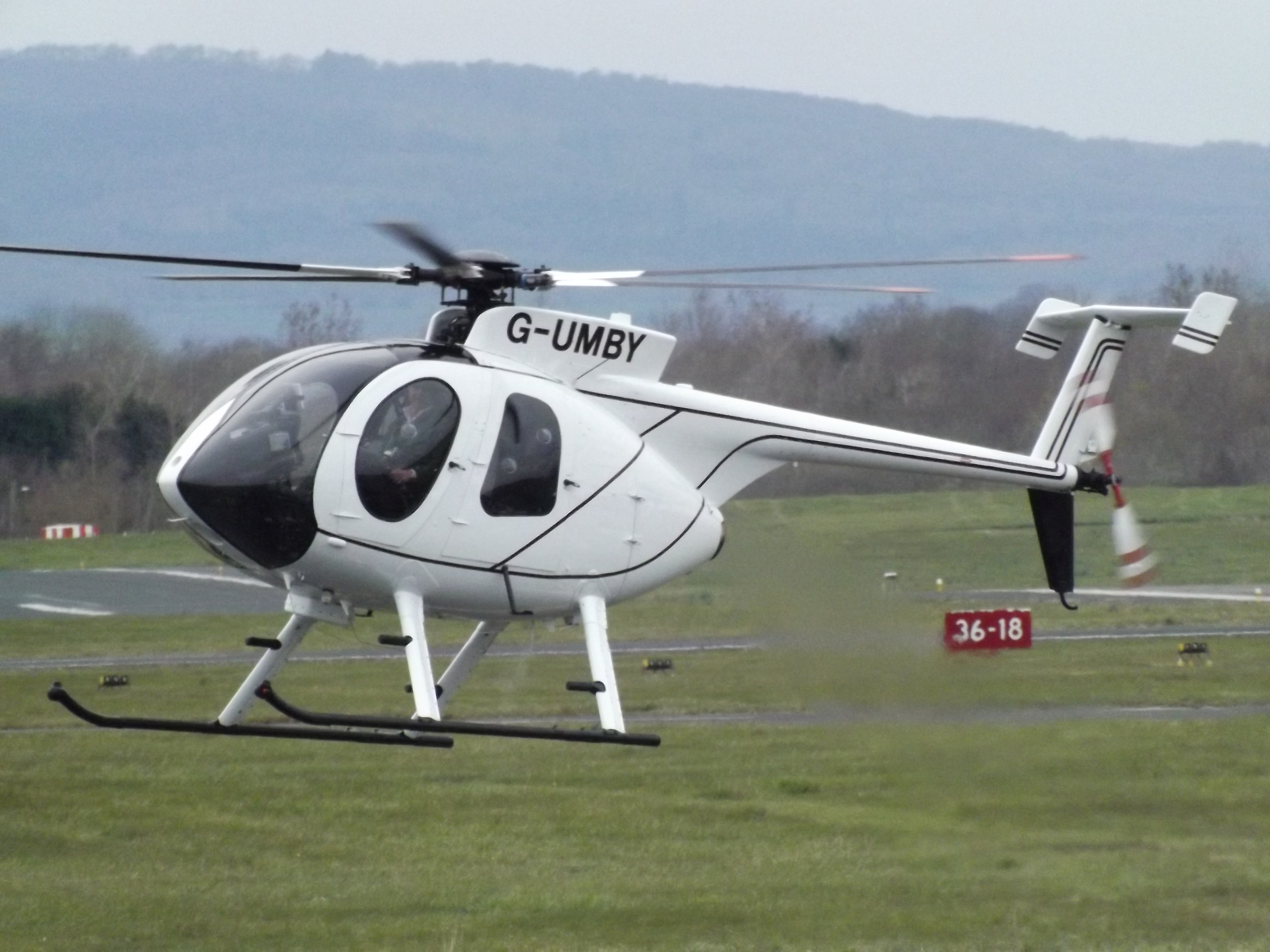
شكل لطائرة مروحية

فورون 700: هي طائرة مروحية روسية لمكافحة الحرائق بدون طيار، وهي أول طائرة بدون طيار تستعمل في أغراض مدنية  تم ابتكارها من طرف علماء معهد موسكو للطيران سنة 2015 توجد نسخ مسلحة منها.

## التجربة
أكد رئيس مجموعة العلماء، دميتري دياكونوف، إنه تم تجريب مروحية فورون 700على أرض الواقع أثناء مكافحة الحريق، وقد نجحت في إتمام مهمتها بشكل غير متوقع موضحا أنها قصفت بؤرة الحريق بالقنابل المضادة للحريق تحتوي على مسحوق قادر على إطفاء النار، وبالفعل نجحت قاذفة الدرونز في إطفاء الحريق.